# Collegiata di Castell'Arquato
La collegiata di Castell'Arquato, nota anche come collegiata di Santa Maria Assunta, è una chiesa cattolica situata a Castell'Arquato, in provincia di Piacenza. L'edificio fu costruito tra il 1117 e il 1122, anno della consacrazione, in sostituzione di una chiesa preesistente con funzione pievana e battesimale risalente al periodo fra il VII e l'VIII secolo, distrutta dal terremoto del 1117.

## Storia
In alcuni documenti risalenti all'VIII secolo viene citato un nobile chiamato Magno a cui si deve l'edificazione della pieve di Castell'Arquato dedicata alla gran Madre di Dio, tra il 756 e il 758, oltreché del castello a base quadrata che, nel momento della sua morte, avvenuta nel 789, vennero donati insieme a tutto il borgo alla vescovo di Piacenza. Ma l'esistenza della pieve è probabilmente più antica: il fonte battesimale ad immersione in pietra ritrovato nella quarta absidiola rimanda infatti al VII-VIII secolo.

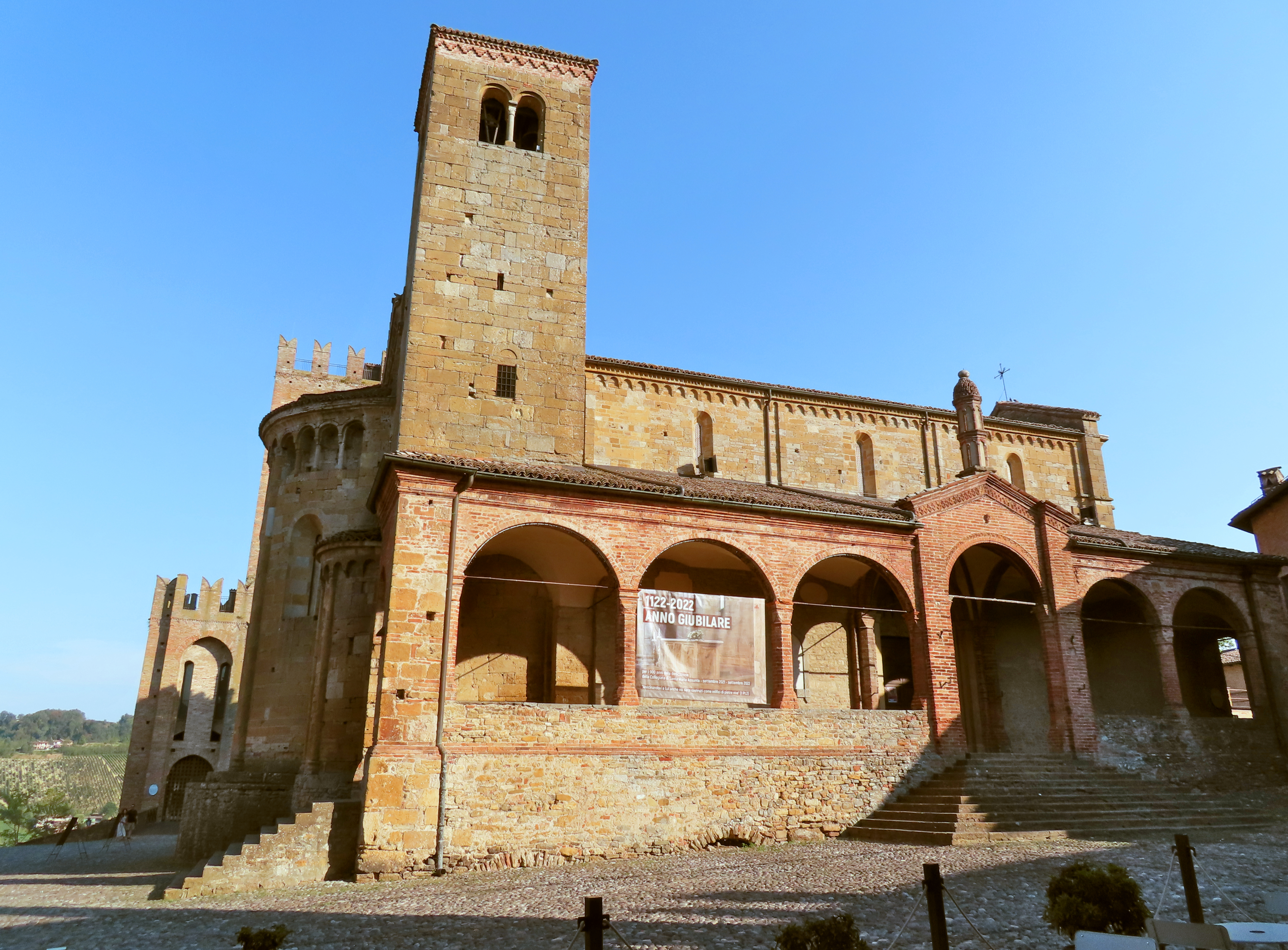
Lato nord e portico del Paradiso

La chiesa storica crolla a seguito del terremoto del 1117; sui suoi resti viene avviata la costruzione di un nuovo edificio, consacrato nel 1122. Nel XIII secolo viene aggiunto il campanile, inizialmente non presente nei progetti, posizionato sulla navata inferiore si sinistra, dopo la campata posta prima dell'abside. Alla fine di quel secolo risale anche il chiostro.

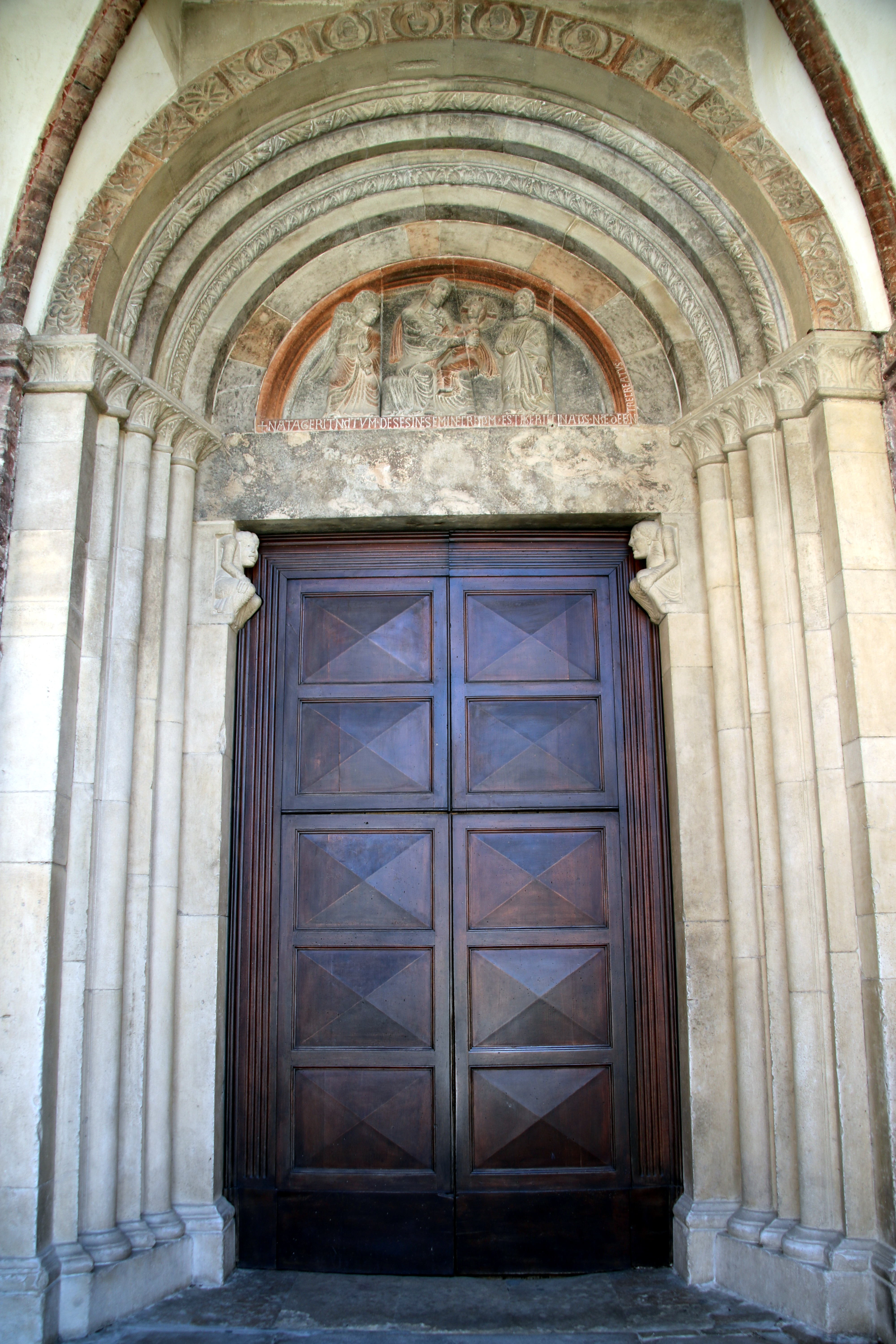
Portale laterale sul portico del Paradiso

All'inizio del quattrocento viene aggiunta una cappella, dedicata a santa Caterina d'Alessandria e affrescata da un ignoto di scuola toscana con il ciclo della Passione di Gesù, i funerali della Vergine Maria e la sua Gloria. Nel 1630 viene aggiunta la cappella di san Giuseppe, sorta su una cappella preesistente a seguito della fine della peste manzoniana. Dedicata al santo patrono del borgo, è in stile barocco, decorata con stucchi e dipinti raffiguranti il santo.
La chiesa subisce un pesante rimaneggiamento nel XVIII secolo: tutti gli interni, compresi colonne e capitelli, vengono intonacati, al posto delle monofore vengono aperti finestroni di forma rettangolare e una volta decorata con stucchi va a coprire il tetto a capriate. Intorno al 1720 un ignoto pittore romano realizza la pala dell'altare, raffigurante la Sacra Famiglia. Nel 1730, nell'ambito di alcuni lavori voluti dall'arciprete Rugarli, si demolisce il muro perimetrale sinistro, al quale subentrano tre cappelle.
A partire dal 1899 l'arciprete Cagnoni inizia importanti lavori di restauro; nella cappella di santa Caterina in quell'anno si assiste alla scoperta degli affreschi risalenti al quattrocento; tra il 1911 e il 1913 si ricostruisce la loggetta dedicata a san Giovanni e la quarta absidiola, la quale contiene una vasca a immersione dell'VIII secolo. Tra il 1917 e il 1919 vengono ripristinate le facciate esterne delle absidi minori ed è svolto un intervento sulla facciata principale comprendente la chiusura di una finestra sul lato sinistro e la sostituzione del rosone con una bifora. Nel 1923 vengono ricostruiti gli archi di sostegno e nel 1927 tocca alle finestre del coro. Infine, nel 1935 viene ripristinato il soffitto a capriate che era stato coperto da una volta durante gli interventi eseguiti nel settecento. Durante i lavori viene anche ripristinato il fonte battesimale, caduto in disuso dopo il XV secolo.
Negli anni '70 si effettuano ulteriori interventi, come la sostituzione dell'altare e lo spostamento nelle sue vicinanze dell'ambone.

## Descrizione

### Esterno

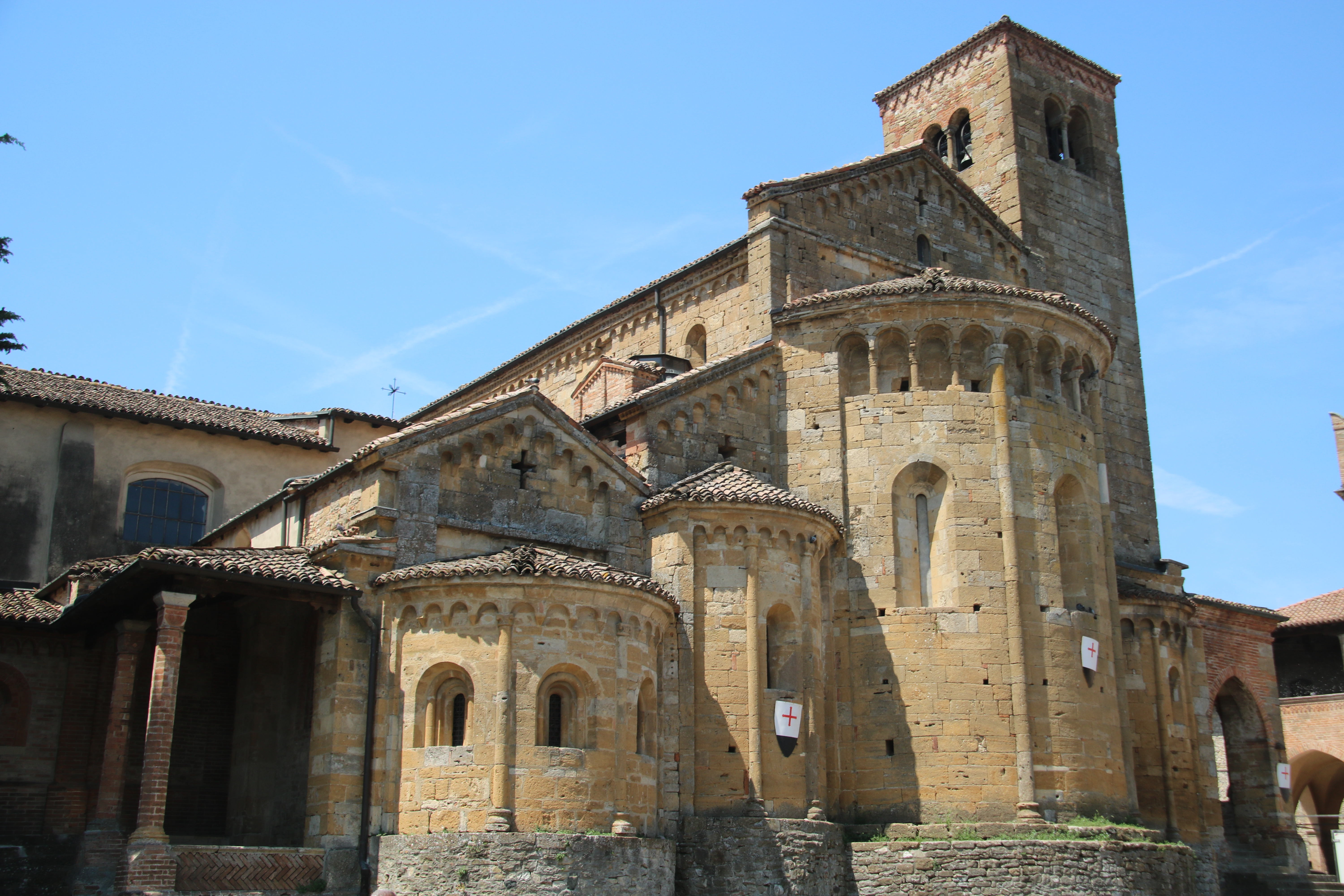
Absidi

La facciata principale dà su quella che fino alla costruzione del palazzo Pretorio nel 1293 era la piazza principale del borgo. La facciata è costruita in stile romanico in pietra arenaria, con profilo a salienti, ed è rinserrata agli angoli da contrafforti, di cui i centrali caratterizzati da due ordini. È presente un portale ad arco a tutto sesto, sulla cui sommità si trova una piccola bifora. In alto, una al centro e due ai lati, vi sono tre aperture a forma di croce, oltre ad una teoria di archetti in pietra che seguono l'andamento del tetto.
Sul lato sinistro è addossato il portico del Paradiso, risalente al XV secolo, aperto su tre lati, realizzato in pietra e mattoni a vista e formato da cinque arcate a tutto sesto, voltate a crociera, delle quali la centrale è monocuspidata, sormontata da un pinnacolo di forma circolare realizzato in cotto. Il porticato è sopraelevato rispetto al piano della piazza e l'accesso è garantito da tre scalinate in pietra.

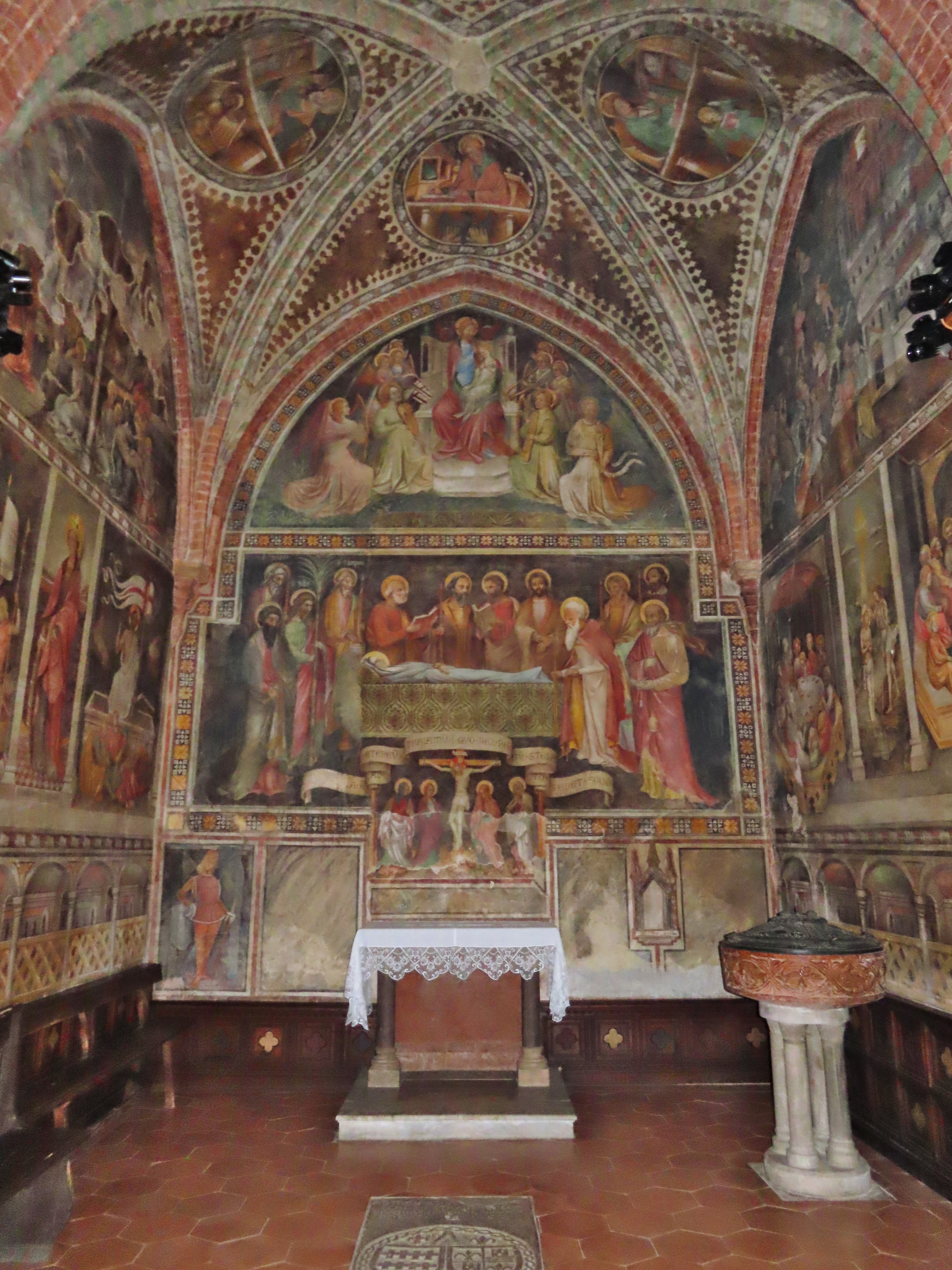
Cappella di Santa Caterina d'Alessandria

Sul lato sinistro sono addossati la sagrestia e il battistero; quest'ultimo ha una pianta rettangolare, facciata a capanna e abside di forma semicircolare, divisa in tre parti da lesene a semicolonna caratterizzate da tre monofore a tutto sesto, ad anelli, strombate al centro e ai lati. L'abside principale è divisa in tre parti da semicolonne, centralmente rispetto alle pareti sono presenti tre monofore a sesto acuto. Alla sommità si trova una galleria cieca con piccole arcate a tutto sesto. Ai lati dell'abside ci sono due cappelle caratterizzate da pianta semicircolare, tripartite da semicolonne con archetti pensili nella parte alta, forate da una monofora a tutto sesto nel centro. Abside, cappelle e battistero sono basati su uno zoccolo costituito da conci realizzati in arenaria.

### Interno

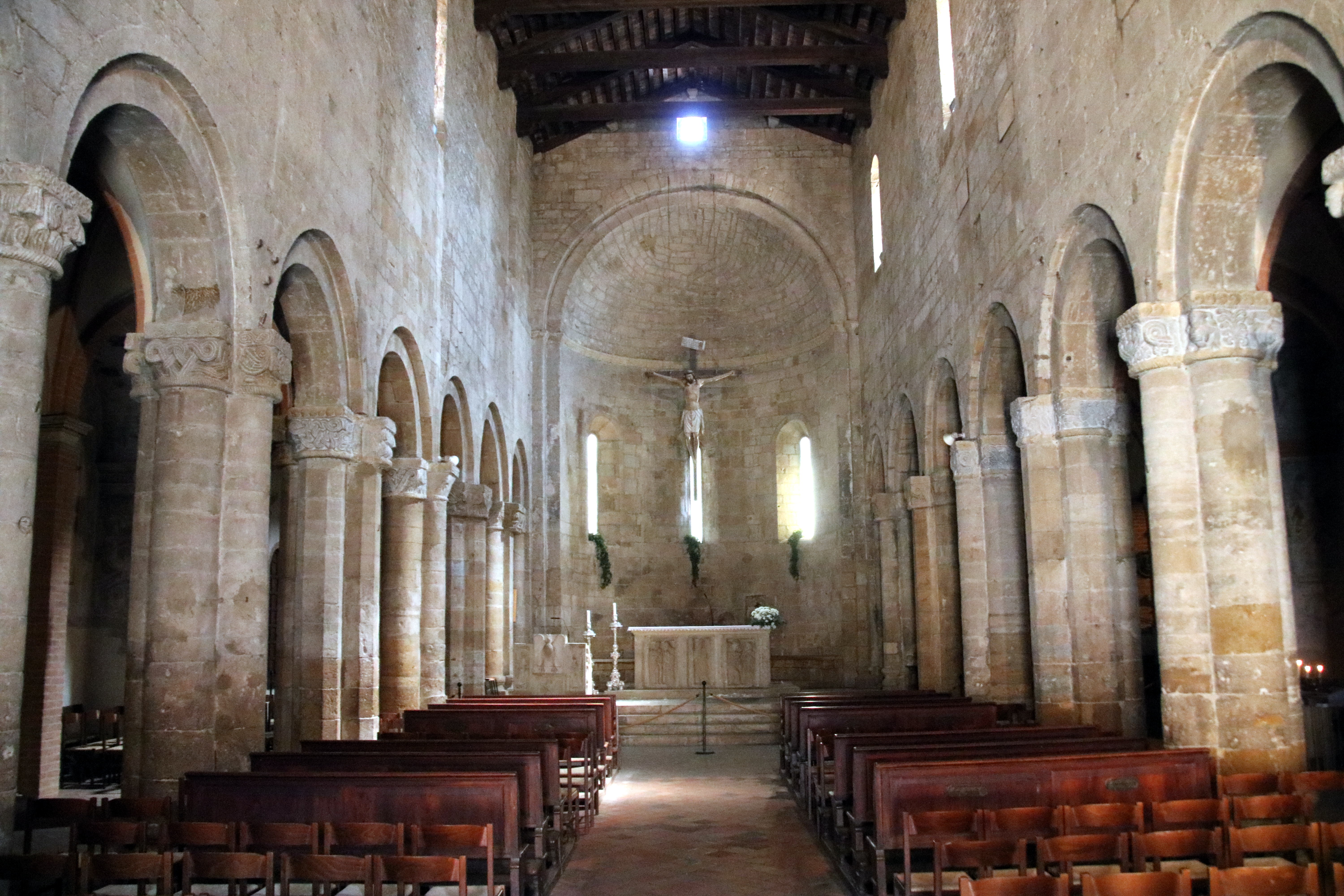
Navata centrale

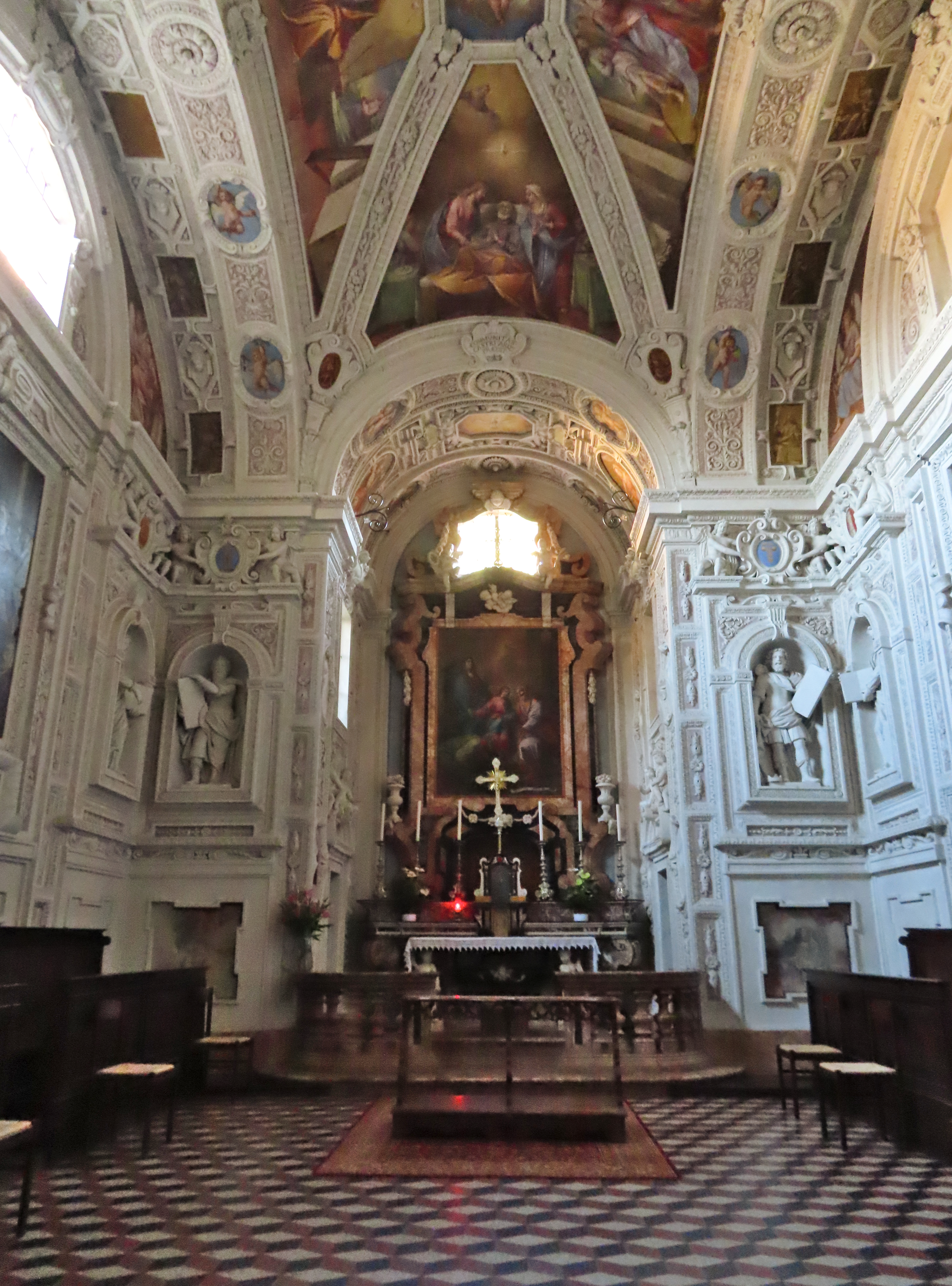
Cappella di San Giuseppe

L'interno presenta capitelli figurati, sculture romaniche risalenti al XII secolo, affreschi, tra i quali il ciclo dedicato a santa Caterina, situato nell'omonima cappella, risalente al XV secolo e attribuito a pittori di scuola toscana, e decorazioni barocche all'interno della cappella di san Giuseppe.
L'altare maggiore, realizzato negli anni '70 del XX secolo a sostituzione del preesistente altare di fattura barocca che fu conseguentemente spostato nella chiesa di santo Stefano, è formato da 5 formelle risalenti al XIII secolo. Accanto ad esso si trova l'ambone, basato su 4 colonnine in pietra e decorato con formelle che raffigurano gli evangelisti, originariamente posto nella seconda arcata del lato mancino.
L'elemento più antico all'interno dell'edificio è il fonte battesimale rotondo ricavato da un singolo blocco di arenaria che, secondo alcune ipotesi, rimane l'unico elemento superstite della chiesa preesistente.

## Museo
Adiacente alla collegiata è il museo a essa dedicato che raccoglie argenteria e arredi sacri, quadri, sculture, mobilio, codici e materiale d’archivio provenienti dalla collegiata stessa, oltre che da altre chiese della zona. Una sezione dedicata ai paramenti sacri custodisce la mantellina che il pontefice Paolo III indossò durante la sua visita al borgo nella primavera del 1543.